# Policarm (escultor)
Policarm (en llatí Polycharmus, en grec antic Πολύχαρμος) fou un escultor grec.
Dues estàtues seves eren al pòrtic d'Octàvia a Roma, en temps de Plini que les esmenta (Naturalis Historia, XXXVI 5. s, 4. § 10). Una de les estàtues era una Venus rentant-se però l'altra no se sap degut a que el text de Plini en aquest passatge és corrupte. Es podria llegir Venerem lavantem sese, Daedalum stantem, i l'altra estàtua seria de Dèdal, però és dubtós.
Es conserven moltes estàtues de Venus inclinades sobre un genoll en actitud de rentar-se, que segurament són còpies de la de Policarm. La millor es troba als Museus Vaticans.